# Cantabile
Cantabile (wł. śpiewnie) – termin w muzyce odnoszący się do wprawnego stylu śpiewu lub gry na instrumencie. W dosłownym tłumaczeniu z języka włoskiego „śpiewnie”. Gioseffo Zarlino w opracowaniu Le istitutioni harmoniche z 1558 napisał, że cantabile znaczy „dobrze zaśpiewane”. The Oxford dictionary of music interpretuje termin w odniesieniu do sprawnie, płynnie wykonanej i dobrze wyeksponowanej melodii.
W XIX-wiecznej operze włoskiej, cantabile oznaczało część pierwszą arii lub drugą trzyczęściowego duetu. Wykonywane były w powolnym, wyrazistym stylu, często z wyodrębnioną kadencją. Po nich następowała zazwyczaj cabaletta.
Krytycy muzyczni używają terminu cantabile do określenia lirycznego stylu wykonania utworu muzycznego.